# Panel de discusión
Un panel de discusión es un conjunto de  expertos que hablan sobre un tema específico. Los miembros del panel, que suelen recibir el nombre de panelistas, exponen su opinión y punto de vista sobre el tema que se va a plantear.
Cada uno de los expositores presenta un punto del mismo, completando o ampliando, si es necesario el punto de vista de los demás, siendo respetuosos con sus puntos de vista, solo pueden opinar los panelistas y el moderador. 
Si todos los presentes en la reunión debaten entre sí los diferentes puntos de vista, ya no se trata de un panel sino de una "mesa redonda de debate". Otra diferencia entre «panel» y «mesa redonda» es que en un panel los expertos conocen el tema en profundidad, mientras que en una mesa redonda tanto la gente que debate como los que escuchan y preguntan conocen el tema de forma suficiente para participar en el debate.

## Objetivo
Describir las metodologías y materiales usados; el estado ex-ante del comportamiento y la demanda de la misma como resultado de la introducción del proyecto, dando un nuevo enfoque de un tema en específico.

## Función del panel de discusión
La función de un panel de discusión es la de exponer sobre el tema a tratar la opinión y punto de vista que tengan sus miembros, abordar un tema de interés general o polémico a través de un grupo de especialistas, para que sea debatido públicamente.

## Estructura básica de un panel
Un panel suele tener de 3 a 5 integrantes en todo caso, 7 es el número máximo en un panel de expertos para que la reunión sea operativa. La duración estimada es de una o dos horas, con 20 o 25 minutos dedicados a la presentación de cada ilustre. Después de la presentación, un secretario expone las diferentes ponencias en pocos minutos.
Como en el caso del panel de discusión y el simposio, en el panel se reúnen varias personas para exponer sus ideas sobre un determinado tema ante un auditorio. La diferencia, consiste en que en el panel dichos expertos no "exponen", no "hacen uso de la palabra", no actúan como "oradores", sino que dialogan y conversan, debaten entre sí el tema propuesto, desde sus particulares puntos de vista y especialización, pues cada uno es experto en una parte del tema general.
En el panel, la conversación es básicamente normal, pero con todo, debe seguir un desarrollo coherente, razonado, objetivo, sin derivar en disposiciones ajenas o alejadas del tema, ni en apreciaciones personales. Los integrantes del panel tratan de desarrollar a través de la conversación todos los aspectos posibles del tema, para que el auditorio obtenga así una visión relativamente completa acerca del mismo.
Un coordinador o moderador cumple la función de presentar a los miembros del panel ante el auditorio, ordenar la conversación, intercalar algunas preguntas aclaratorias, controlar el tiempo.
Cuando finaliza el panel, la conversación o debate del tema puede pasar al auditorio, sin que sea requisito la presencia de los miembros del panel. El coordinador puede seguir conduciendo esta segunda parte de la actividad grupal, que se habrá convertido en un "Foro". La informalidad, la espontaneidad y el dinamismo son características de esta técnica de grupo, rasgos por cierto bien aceptados generalmente por todos los auditorios.
En un panel se debe de tomar en cuenta lo siguiente:
- El tema que se desarrolla debe de ser coherente, lógico y objetivo.
- Los especialistas deben tener previas reuniones con el coordinador para tratar detalles del panel.

## Participantes de un Panel
- Un moderador que: 
  - Dice el nombre y edades de los participantes.
  - Anuncia el tema y el problema en forma concreta.
  - Intervienen en caso de que los participantes levante el tono de voz.
  - Rectifica de ser necesario la discusión en el panel.
  - Mantiene activa la discusión. Un secretario relator.
  - Resume los aspectos más importantes del tema expuesto.
- Los expertos o panelistas, de cuatro a nueve especialistas en el tema, que desean participar como consultores de un determinado tema tratado:
  - Cada panelista explica su punto de vista respecto al tema
  - Deben de conocer bien el tema para que la discusión beneficie al público
  - Desarrollan un intercambio de ideas formulando preguntas.
- Auditorio 
  - Debe estar completamente acondicionada para el debate.
  - Público:
  - Están presentes en los debates apoyando

## Preparación del panel
- El equipo o persona que necesita consultar sobre un tema, define el asunto a tratar, selecciona a los participantes del panel y al moderador.
- Todos los participantes deben ser expertos sobre el tema
- El público es quien realiza las preguntas a los expertos sobre el tema tratado.
- Deben discutir para el público.

## Realización del panel

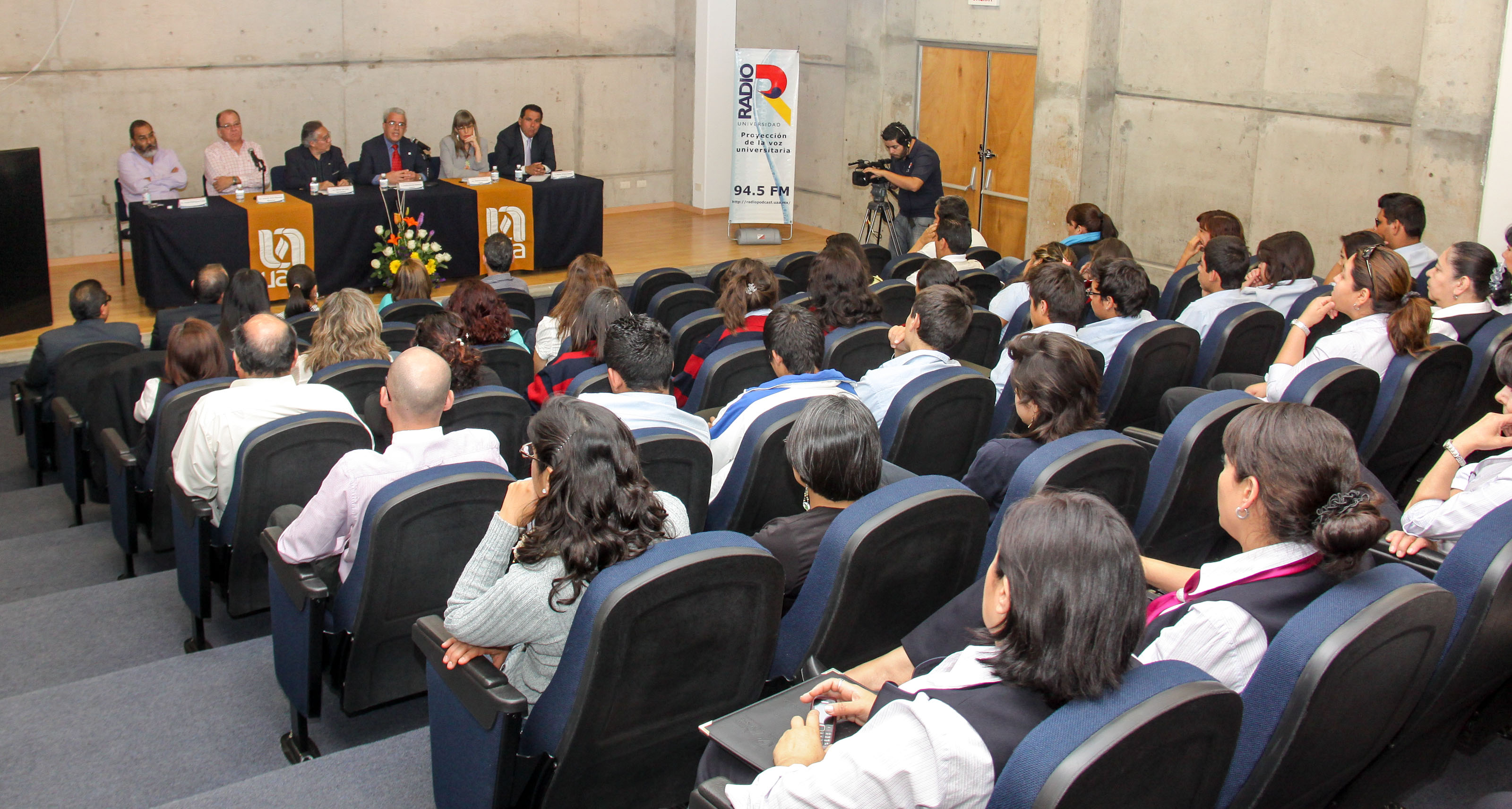
El panel: Técnica de desempeño.

- El moderador inicia presentando a los miembros y formula la primera pregunta sobre el tema a desarrollar.
- Los miembros del panel van respondiendo las preguntas desde su punto de vista
- Cuando cada uno de los miembros del panel ha intervenido, el moderador realiza nuevas preguntas, con el fin de ayudar a desarrollar puntos no mencionados.
- Para finalizar, el moderador solicita a los expositores que realicen un resumen de sus ideas y posteriormente dará sus conclusiones y dará paso al grupo de preguntas de los miembros del auditorio para los integrantes del panel.
- Se llega a un acuerdo.